# Conde de Lipa
Ludwik Tarszeński Konarzenski (~1793 - 24 de octubre de 1871), conocido como el Conde de Lipa,  fue un capitán del ejército polaco conocido por su participación en el Levantamiento de Noviembre contra Rusia, así como fotógrafo de cámara de las Reinas de España y Portugal, además de profesor de fotografía, trabajando sobre todo por el sur de la península ibérica.

## Biografía
Ludwik Tarszeński nació (de acuerdo con su certificado de defunción), en Lupko, provincia of Podlasc, Polonia (posiblemente Lupki, Podlaskie, Polonia) en 1793 o 1794, hijo de Benedicto Tarszeński Grande de Polonia y de Tecla Konarcenski. Llegó a ser capitán del ejército polaco. En 1830, formó parte del Levantamiento de Noviembre contra el zar ruso Nicolas I, liderado por Piotr Wysocki. 
Junto con miles de emigrados, Tarszeński se mudó a Francia después del fallido levantamiento. Seguramente residió en el Hôtel Lambert de París, junto con otros exiliados polacos. 
Para el 1843 ya vivía en Sevilla, donde defendió la ciudad y a la Reina Isabel II de un asedio por Antonio Wan-Halen, capturando dos espías. Ese mismo año fue nombrado Caballero de la Orden de Isabel la Católica. Al año siguiente se casó con Magdalena de Voisins en la Parroquia de San Vicente, Sevilla. En 1847 se mudó a Málaga, donde abrió el primer estudio de daguerrotipos de la ciudad. Seguramente fotografió a los Duques de Montpensier durante su visita a Málaga en 1849. Enseñó fotografía en Málaga, como lo hiciera en Sevilla, vendiendo equipo fotográfico de última generación importado de Francia. Muchos fotógrafos en España aprendieron de él, incluyendo Juan Antonio Ibáñez Martínez (1812, Yecla, Murcia) y Amalia L. de López, la primera mujer fotógrafa profesional de España (Jaén), y autora de uno de los retratos del Conde de Lipa que se conservan.
El conde de Lipa estaba muy involucrado en los círculos literarios, y fue fotógrafo de cámara de la reina Isabel II de España, y de la Reina María II de Portugal, según lo indican los reversos de sus fotografías. En 1857, Pedro Antonio de Alarcón dedicó su novela ¡Viva el Papa! a Luis Farszeñski, Conde de Lipa. En 1861 participa en una de las numerosas tertulias literarias sevillanas de entonces con la lectura de la oda “A Polonia”. Al año siguiente,“El fotógrafo señor conde de Lipa, les presentó una elegante carta de muaré y raso, con varias fotografías del Santo Rostro”, con motivo de la visita de Isabel II a Jaén.
Llegado 1866, el conde de Lipa era definitivamente el fotógrafo de cámara de la reina Isabel II, capturando el acto de colocación de la primera piedra de la Biblioteca Nacional de España, en Madrid, la tarde del 22 de abril . Más tarde ofreció las fotos en su estudio de fotografía. El diario La Iberia habla del «magnífico museo que tiene el fotógrafo señor conde de Lipa en su establecimiento de la calle Atocha número 18». En la pequeña noticia se comenta la existencia de una colección de fotos de la Real Armería. Un poco antes Jane y Charles Clifford ya habían tomado muchas fotos de la Armería. 
Para 1868 puede que ya se hubiese mudado a Zafra, Badajoz. En 1868 tomó la foto más vieja que se conserva de Cáceres, de la inauguración de las obras del ayuntamiento. Al año siguiente tomó la primera foto del Jesús Nazareno de Cáceres. El 24 de octubre de 1871, "Luis Tarszensky y Konarzensky, conde de Lipa, nacido en Lupko, provincia de Podlasc (Polonia)", fallece en Zafra, a la edad de 77 años, a consecuencia de una colitis crónica. Es enterrado en el cementerio de la ciudad. Su mujer Magdalena, su hija Enriqueta, quien se casó con Manuel Hernández, de Zafra, y su hijo Luis Tarszenski de Lipa y Voisins vivieron en Zafra tras la muerte del conde. Luis enseñó en el Instituto Republicano de Zafra, antes de mudarse a la Habana, Cuba, donde fue profesor de Ciencias Naturales y Cosmología.

## Controversia entre la comunidad exiliada polaca
En 1831, "Podczaszyński fue a Metz, Konstanty Zaleski a Estrasburgo y Ludwik Tarszeński a Valenciennes con instrucciones para establecer contacto con las comunidades polacas y proveer información sobre las necesidades de los émigrés, y ayuda para preparar su viaje a París u otra localidad”. El 23 de mayo de 1837, el Capitán Tarszeński escribe una carta pública a sus compatriotas en el exilio, declarándose “no culpable de las acusaciones contra él en conexión con sus actividades en Galicia, Polonia, en 1833″. Walery Wieloglowski, político (1805-1865), , autor de Viaje a Roma y París, responde en un comunicado público al reto de Ludwik Tarszeński a un duelo, diciendo que no aceptará el reto hasta que ”las personas que han hecho las acusaciones contra Tarszeński se retraigan” de dichas acusaciones y que entonces la comunidad exiliada reconocerá a Tarszeński como un hombre honorable.
Aunque más adelante el Capitán Ludwik Tarszenski residió en España, continuó apoyando a los polacos. Por ejemplo, leyó la oda "A Polonia" en un círculo literario de Sevilla en 1861. Y en 1866, el Conde de Lipa intercede ante el ministro de Fomento, pidiendo «un proyecto de colonización de ciertos terrenos de España, que al paso que redunde en provecho de nuestra agricultura y de la riqueza de nuestro suelo, haga de España una segunda patria para ciertos hijos de la desventurada Polonia que desean alejarse de su país mientras duren las circunstancias que hoy pesan sobre el mismo». Se necesita más investigación sobre la polémica entre exiliados.

## El Origen de su título nobiliario
Algunos historiadores dicen que Ludwik Tarszeński recibió el título de Conde de Lipa de manos de Luis Felipe, rey de Francia, después de fotografiar la colección del Museo Louvre (entre 1837 y 1842), pero esto queda por documentar. No fue hasta que Tarszeński vivió en España que su nombre se publicó junto al de su título nobiliario y ya cambiado a Luis Tarszeñski. El padre de Ludwik, Benedicto Tarszeński, tenía el título de "Grande de Polonia". La familia Tarszeński pertenece al clan noble polaco de Lubicz. Se necesita más investigación sobre este tema.

## Fotografías
Retrato del Conde de Lipa por Amalia L. Lopez
Gallería de fotografías del Conde de Lipa